# Armia Ludowa
La Armia Ludowa (in italiano "Armata del popolo" o "Armata popolare") fu una forza combattente partigiana comunista creata dal Partito Operaio Polacco (in polacco Polska Partia Robotnicza o PPR), durante la seconda guerra mondiale. La Armia Ludowa fu creata su ordine del Consiglio Nazionale di Stato polacco il 1º gennaio 1944, per trasformazione della Gwardia Ludowa. I suoi obiettivi erano di combattere contro la Germania nazista nella Polonia occupata, aiutare l'esercito sovietico contro le forze tedesche e collaborare alla creazione di un governo comunista pro-Unione Sovietica in Polonia.
Insieme alla organizzazione delle Forze Armate Nazionali (Narodowe Siły Zbrojne), fu una delle organizzazioni militari di resistenza che si rifiutarono di unirsi alle strutture dello Stato sotterraneo polacco ed al suo braccio militare, la Armia Krajowa (o AK, "Esercito Nazionale"). L'Armia Ludowa fu molto più piccola della Armia Krajowa ma la propaganda nella Polonia comunista diffuse l'opinione contraria circa la loro consistenza.

## Retroscena
Nel 1939, pochi giorni dopo la invasione tedesca, anche l'Unione Sovietica invase la Polonia. Non ci fu formale dichiarazione di guerra da nessuna delle due parti. Il governo polacco scappò a Londra ma mantenne contatti con i suoi rappresentanti nella Polonia occupata, attraverso il cosiddetto Stato segreto polacco. Nel 1943, l'Unione Sovietica interruppe le relazioni diplomatiche con il governo in esilio polacco rifugiato a Londra.
I comunisti in Polonia avevano formato diverse unità partigiane per resistere agli occupanti tedeschi e avevano creato la loro propria organizzazione clandestina, i cui scopi erano di aiutare l'esercito sovietico contro le forze tedesche e supportare la creazione di un governo comunista pro-sovietico in Polonia. La Gwardia Ludowa (GL, "Guardia del Popolo"), creata nel 1942, fu una di queste. Insieme con una parte delle Forze Armate Nazionali (Narodowe Siły Zbrojne), questa organizzazione clandestina di orientamento comunista fu una delle forze di resistenza militari in Polonia che rifiutarono di unirsi alle strutture dello Stato polacco sotterraneo e il suo braccio militare, la Armia Krajowa.

## Storia

### Creazione
Il primo gennaio 1944 il Consiglio Nazionale di Stato (Krajowa Rada Narodowa, KRN) sostituì la Gwardia Ludowa con la Armia Ludowa. Il KRN voleva radunare volontari da altri gruppi. Al momento della sua creazione l'organizzazione comprendeva circa 10000 membri. Alla fine del luglio 1944 (quando buona parte della Polonia era stata occupata dall'Armata Rossa) c'erano circa 20000 - 30000 membri, 5000 dei quali sovietici. Le stime più basse riferiscono di circa 14000 membri al momento del picco mentre stime più alte raddoppiano il numero medio fino a 50000-60000. Circa 6000 di essi erano persone attive come partigiani "full time". C'è consenso degli studiosi  che qualunque fosse la sua dimensione esatta, la Armia Ludowa era molto più piccola ("una frazione") della organizzazione principale della resistenza polacca la Armia Krajowa

.
Secondo alcuni storici polacchi la GL/AL era molto meglio armata dell'Armia Krajowa, grazie al lanci aerei dei sovietici.

## L'Esercito popolare della Polonia
Sette mesi dopo la sua fondazione, il 21 luglio 1944 l'Armia Ludowa fu integrata con l'Unione dei patrioti polacchi  (in polacco Związek Patriotów Polskich, ZPP, in russo Союз Польских Патриотов, СПП) - un gruppo controllato dai comunisti polacchi e da Stalin nell'URSS nel 1943 - per formare il nuovo Armata del Popolo della Polonia (Ludowe Wojsko Polskie, LWP). Dopo che l'Armata Rossa e la Prima Armata Polacca (Pierwsza Armia), organizzata dai sovietici, entrò in Polonia alla fine del 1944 e all'inizio del 1945 la maggior parte dell'Armia Ludowa popolo si unì ai comunisti della Prima Armata Polacca. Dopo la guerra, molti membri entrarono nei ranghi del Ministero della Pubblica Sicurezza della Repubblica Popolare di Polonia, o della Milicja Obywatelska (una forza di polizia).

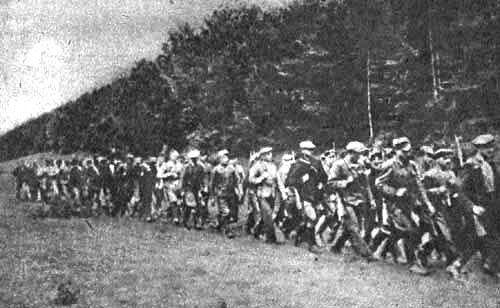
Soldati della Armia Ludowa in un bosco nei pressi di Lublino

## Operazioni
Secondo le dichiarazioni ufficiali dell'Armia Ludowa, essa eseguì circa 900 operazioni, uccidendo 20 0000 tedeschi, facendo deragliare 350 treni e distruggendo 79 ponti. L'AL prese parte nella rivolta di Varsavia dichiarando la presenza in battaglia di circa 1 800 propri soldati. La AL, insieme alle formazioni partigiane sovietiche capeggiate da Aleksej Botjan, ha effettuato con successo la liberazione della città di Ilzha dalle truppe naziste, durante la quale vengono liberati dal carcere diversi patrioti polacchi arrestati e un gran numero di armi e attrezzature vengono sequestrate. Attualmente, un monumento agli eroi di questa battaglia è stato eretto nella città di Ilzha, sul quale sono incisi i nomi dei combattenti polacchi dell'AL insieme a quelli dei combattenti sovietici.

## Leadership
Il comandante dell'Arma Ludowa fu il generale Michał Rola-Żymierski e il capo dello staff un membro del Comitato centrale del Partito Operaio Polacco, il colonnello Franciszek Jóźwiak.
La leadership della AL prendeva ordini dall'Unione Sovietica e rappresentava in pratica gli interessi dei sovietici piuttosto che quelli polacchi. L'Instytut Pamięci Narodowej ("Istituto nazionale del ricordo") - un organo governativo polacco che si occupa tra l'altro di investigare su possibili crimini contro il popolo polacco commessi durante l'occupazione tedesca, la seconda guerra mondiale e il periodo comunista - nella sua descrizione ufficiale della GL/AL arriva a definire questa organizzazione parte della resistenza sovietica piuttosto che della resistenza polacca nella seconda guerra mondiale.

## Critiche
Gli storici polacchi Gontarczyk, Krzystofiński, Marszalec, Polak contestano l'effettiva grandezza dell'Armia Ludowa, secondo i quali i numeri degli effettivi furono significativamente esagerati dalla propaganda comunista nel periodo della Repubblica Popolare. Lo storico polacco Piotr Gontarczyk sostiene che solo circa il 5-10% delle azioni ufficialmente registrate della GL/AL realmente avvennero e che la maggior parte degli eventi in cui la GL/AL aveva combattuto l'esercito tedesco era stato quando essa si difendeva da operazioni anti-partigiani dei tedeschi mentre iniziative della GL/AL volte ad attaccare i tedeschi di propria iniziativa erano state molto rare. Secondo questi storici, la GL/AL aveva una disciplina meno rigorosa rispetto all'Armia Krajowa.
Questi storici sostengono che la AL/GL, anziché agire su obiettivi militari preferiva obiettivi più facili, come gli uffici amministrativi tedeschi e che questo cambiò nel 1944, quando la GL/AL divenne più forte e inizio a ad attaccare l'esercito tedesco più attivamente. Secondo lo storico polacco-statunitense Mieczysław B. Biskupski la Armia Ludowa fu meno interessata a combattere i tedeschi che a combattere la Armia Krajowa. Secondo Gontarczyk e Janusz Marszalec comunque questo fu relativamente raro, almeno per quanto riguarda azioni dirette, essi sostengono anche che la GL/AL avrebbe spesso passato informazioni in modo anonimo sulla Armia Krajowa alla Gestapo.
Anche la cifra sulla partecipazione dell'AL/GL alla rivolta di Varsavia è sempre messa in discussione da Gontarczyk, Krzystofiński, Marszalec, Polak, i quali sostengono che il numero vero sia stato di circa 500.
Secondo gli storici Gontarczyk, Krzystofiński, Marszalec, Polak, poiché la AL/GL aveva una rete di sostentamento più debole rispetto all'Armia Krajowa che era supportata dallo Stato segreto polacco clandestino e i lanci sovietici non fornivano all'AL generi alimentari, essa dovette ricorrere a requisizione forzate, descritte dagli storici moderni come atti di banditismo. Secondo questi storici, la AL/GL colpì fattorie e chiese e ci furono anche incidenti dove soldati della AL/GL uccisero ebrei o combatterono tra essi stessi.
Secondo questi storici, in una delle sue azioni più segrete controverse, agenti della allora GL il 17 febbraio 1944 si impossessarono di un importante archivio documentale dello Stato clandestino, questi storici sostengono che furono presi i documenti importanti per gli attivisti comunisti e il resto girato a un agente della Gestapo che era stato ingannato per l'operazione della GL e che sette membri dello Stato segreto furono fatti prigionieri dei tedeschi e probabilmente uccisi subito dopo.